# Galeria Pusta
Galeria Pusta – galeria założona w 1993 i prowadzona do 2010 przez Jakuba Byrczka (pracownika naukowego WRiTV UŚ, prezesa ZPAF w Katowicach). Obecnie funkcję kuratora galerii pełni Katarzyna Łata.
Galeria mieści się w gmachu Katowice Miasto Ogrodów Instytucji Kultury im. Krystyny Bochenek na pl. Sejmu Śląskiego 2.
W pierwszym okresie działalności Galeria prezentowała prace artystów polskich i zagranicznych eksplorujących możliwości sztuki fotograficznej, skupionych wokół idei fotografii kontaktowej (cykl Kontakty) i elementarnej. Organizowano wystawy monograficzne, np. dotyczące historii fotografii, oraz seminaria i wykłady. Odbywały się tutaj także wystawy fotografii studentów WRiTV UŚ.
Ostatnie wystawy, które odbyły się w Galerii:
- Anna Lorenc „W stronę centrum” – wystawa fotografii[1]
- Tim Berne, Steve Byram „Old & Unwise” – wystawa fotografii i grafik[2]
- Ireen-Christin Zielonka „Płuca Śląska” – wystawa rysunku[3]
- Justyna Rybak „Nieobojętny świat” – wernisaż wystawy plakatu[4]